# Mistrovství světa ve fotbale hráčů do 17 let 1999
Mistrovství světa ve fotbale hráčů do 17 let 1999 bylo osmým ročníkem tohoto turnaje. Vítězem se stala brazilská fotbalová reprezentace do 17 let, která tak obhájila titul z minulého ročníku.

## Kvalifikované týmy
| Konfederace                                     | Kvalifikační turnaj                                       | Kvalifikováni              |
| ----------------------------------------------- | --------------------------------------------------------- | -------------------------- |
| AFC (Asie)                                      | Mistrovství Asie ve fotbale hráčů do 17 let 1998          | Thajsko Katar              |
| CAF (Afrika)                                    | Mistrovství Afriky ve fotbale hráčů do 17 let 1999        | Ghana Burkina Faso1 Mali   |
| CONCACAF (Central, North America and Caribbean) | Mistrovství ve fotbale zemí CONCACAF hráčů do 17 let 1999 | Jamajka1 Mexiko USA        |
| CONMEBOL (Jižní Amerika)                        | Mistrovství Jižní Ameriky ve fotbale hráčů do 17 let 1999 | Brazílie Paraguay1 Uruguay |
| OFC (Oceánie)                                   | Mistrovství Oceánie ve fotbale hráčů do 17 let 1999       | Austrálie                  |
| UEFA (Evropa)                                   | Mistrovství Evropy ve fotbale hráčů do 16 let 1999        | Španělsko Polsko Německo   |
| Hostitel                                        | Hostitel                                                  | Nový Zéland                |

- Austrálie se kvalifikovala po vítězství v mezikontinentální baráži proti třetímu týmu Mistrovství Asie ve fotbale hráčů do 17 let 1998,  Bahrajnu.

1 Tým se účastnil poprvé v historii.

## Základní skupiny

### Skupina A
| Tým         | Z | V | R | P | VG | IG | +/- | B |
| ----------- | - | - | - | - | -- | -- | --- | - |
| USA         | 3 | 2 | 1 | 0 | 4  | 2  | 2   | 7 |
| Uruguay     | 3 | 1 | 1 | 1 | 6  | 2  | 4   | 4 |
| Nový Zéland | 3 | 1 | 0 | 2 | 3  | 8  | -5  | 3 |
| Polsko      | 3 | 0 | 2 | 1 | 3  | 4  | -1  | 2 |

| 10. listopadu 1999 19:30 |        |                          |                                                                                   |
| Nový Zéland              | 1:2    | USA                      | North Harbour Stadium, Auckland diváci: 14 103 rozhodčí: Wolfgang Stark (Germany) |
| Mulligan 16'             | Report | Thompson 69' Donovan 74' | North Harbour Stadium, Auckland diváci: 14 103 rozhodčí: Wolfgang Stark (Germany) |

| 11. listopadu 1999 19:30 |        |           |                                                                                 |
| Uruguay                  | 1:1    | Polsko    | North Harbour Stadium, Auckland diváci: 3 623 rozhodčí: Hichem Guirat (Tunisia) |
| Alvarez 46'              | Report | Madej 51' | North Harbour Stadium, Auckland diváci: 3 623 rozhodčí: Hichem Guirat (Tunisia) |

| 13. listopadu 1999 13:45 |        |                                                             |                                                                                    |
| Nový Zéland              | 0:5    | Uruguay                                                     | North Harbour Stadium, Auckland diváci: 10 265 rozhodčí: Costas Kapitanis (Cyprus) |
|                          | Report | Lapolla 42' Peralta 45+1' Leal 63' Martinez 71' Meneses 77' | North Harbour Stadium, Auckland diváci: 10 265 rozhodčí: Costas Kapitanis (Cyprus) |

| 13. listopadu 1999 16:00 |        |                  |                                                                                          |
| USA                      | 1:1    | Polsko           | North Harbour Stadium, Auckland diváci: 10 265 rozhodčí: Robert Troxler Ayala (Paraguay) |
| Donovan 89' (pen.)       | Report | Madej 43' (pen.) | North Harbour Stadium, Auckland diváci: 10 265 rozhodčí: Robert Troxler Ayala (Paraguay) |

| 16. listopadu 1999 18:00 |        |                         |                                                                                     |
| Polsko                   | 1:2    | Nový Zéland             | North Harbour Stadium, Auckland diváci: 7 643 rozhodčí: Edgar Rangel Perez (Mexico) |
| Mierzejewski 88'         | Report | Mulligan 53' Pearce 64' | North Harbour Stadium, Auckland diváci: 7 643 rozhodčí: Edgar Rangel Perez (Mexico) |

| 16. listopadu 1999 20:15 |        |         |                                                                                 |
| USA                      | 1:0    | Uruguay | North Harbour Stadium, Auckland diváci: 7 643 rozhodčí: Kyros Vassaras (Greece) |
| Onyewu 90'               | Report |         | North Harbour Stadium, Auckland diváci: 7 643 rozhodčí: Kyros Vassaras (Greece) |

### Skupina B
| Tým       | Z | V | R | P | VG | IG | +/- | B |
| --------- | - | - | - | - | -- | -- | --- | - |
| Ghana     | 3 | 2 | 1 | 0 | 12 | 2  | 10  | 7 |
| Mexiko    | 3 | 2 | 0 | 1 | 5  | 4  | 1   | 6 |
| Španělsko | 3 | 1 | 1 | 1 | 7  | 2  | 5   | 4 |
| Thajsko   | 3 | 0 | 0 | 3 | 1  | 17 | -16 | 0 |

| 11. listopadu 1999 16:00 |        |             |                                                                   |
| Ghana                    | 1:1    | Španělsko   | McLean Park, Napier diváci: 4 000 rozhodčí: Toru Kamikawa (Japan) |
| Attiku 45+2'             | Report | Mario 90+7' | McLean Park, Napier diváci: 4 000 rozhodčí: Toru Kamikawa (Japan) |

| 11. listopadu 1999 18:15                        |        |         |                                                                                 |
| Mexiko                                          | 4:0    | Thajsko | McLean Park, Napier diváci: 3 950 rozhodčí: Bruce Edward Grimshaw (New Zealand) |
| Estrada 7' Galindo 38' Ramirez 53' Grijalva 76' | Report |         | McLean Park, Napier diváci: 3 950 rozhodčí: Bruce Edward Grimshaw (New Zealand) |

| 13. listopadu 1999 13:45                                    |        |         |                                                                            |
| Španělsko                                                   | 6:0    | Thajsko | McLean Park, Napier diváci: 5 200 rozhodčí: Noel Bynoe (Trinidad & Tobago) |
| Aitor 35', 44', 90+1' Crusat 42' Ernesto 45+1' Jonathan 80' | Report |         | McLean Park, Napier diváci: 5 200 rozhodčí: Noel Bynoe (Trinidad & Tobago) |

| 13. listopadu 1999 16:00         |        |        |                                                                                 |
| Ghana                            | 4:0    | Mexiko | McLean Park, Napier diváci: 5 200 rozhodčí: Bruce Edward Grimshaw (New Zealand) |
| Lamptey 38', 75' Attiku 71', 89' | Report |        | McLean Park, Napier diváci: 5 200 rozhodčí: Bruce Edward Grimshaw (New Zealand) |

| 16. listopadu 1999 16:00 |        |                                                         |                                                                     |
| Thajsko                  | 1:7    | Ghana                                                   | McLean Park, Napier diváci: 4 056 rozhodčí: Mark Shield (Australia) |
| Suriya 62'               | Report | Don-Bortey 7', 16', 50' Addo 22', 28', 52' Obodai 90+1' | McLean Park, Napier diváci: 4 056 rozhodčí: Mark Shield (Australia) |

| 16. listopadu 1999 18:15 |        |              |                                                                    |
| Španělsko                | 0:1    | Mexiko       | McLean Park, Napier diváci: 4 056 rozhodčí: Byron Moreno (Ecuador) |
|                          | Report | Vallejeo 38' | McLean Park, Napier diváci: 4 056 rozhodčí: Byron Moreno (Ecuador) |

### Skupina C
| Tým       | Z | V | R | P | VG | IG | +/- | B |
| --------- | - | - | - | - | -- | -- | --- | - |
| Austrálie | 3 | 2 | 0 | 1 | 4  | 3  | 1   | 6 |
| Brazílie  | 3 | 1 | 2 | 0 | 2  | 1  | 1   | 5 |
| Německo   | 3 | 0 | 2 | 1 | 1  | 2  | -1  | 2 |
| Mali      | 3 | 0 | 2 | 1 | 0  | 1  | -1  | 2 |

| 12. listopadu 1999 13:45           |        |                 |                                                                              |
| Brazílie                           | 2:1    | Austrálie       | QE II Stadium, Christchurch diváci: 6 000 rozhodčí: Tomasz Mikulski (Poland) |
| Marquinhos 31' Carlos Henrique 66' | Report | MacAllister 81' | QE II Stadium, Christchurch diváci: 6 000 rozhodčí: Tomasz Mikulski (Poland) |

| 12. listopadu 1999 16:00 |        |         |                                                                            |
| Mali                     | 0:0    | Německo | QE II Stadium, Christchurch diváci: 6 000 rozhodčí: Byron Moreno (Ecuador) |
|                          | Report |         | QE II Stadium, Christchurch diváci: 6 000 rozhodčí: Byron Moreno (Ecuador) |

| 14. listopadu 1999 16:00         |        |         |                                                                                  |
| Austrálie                        | 2:1    | Německo | QE II Stadium, Christchurch diváci: 4 000 rozhodčí: Issack Abdulkadir (Tanzania) |
| Cansdell-Sherriff 66' Byrnes 70' | Report | Haas 9' | QE II Stadium, Christchurch diváci: 4 000 rozhodčí: Issack Abdulkadir (Tanzania) |

| 14. listopadu 1999 18:15 |        |      |                                                                                 |
| Brazílie                 | 0:0    | Mali | QE II Stadium, Christchurch diváci: 4 000 rozhodčí: Edgar Rangel Perez (Mexico) |
|                          | Report |      | QE II Stadium, Christchurch diváci: 4 000 rozhodčí: Edgar Rangel Perez (Mexico) |

| 17. listopadu 1999 16:00 |        |          |                                                                             |
| Německo                  | 0:0    | Brazílie | QE II Stadium, Christchurch diváci: 6 500 rozhodčí: Hichem Guirat (Tunisia) |
|                          | Report |          | QE II Stadium, Christchurch diváci: 6 500 rozhodčí: Hichem Guirat (Tunisia) |

| 17. listopadu 1999 18:15 |        |      |                                                                               |
| Austrálie                | 1:0    | Mali | QE II Stadium, Christchurch diváci: 6 500 rozhodčí: Carlos Batres (Guatemala) |
| McDonald 23'             | Report |      | QE II Stadium, Christchurch diváci: 6 500 rozhodčí: Carlos Batres (Guatemala) |

### Skupina D
| Tým          | Z | V | R | P | VG | IG | +/- | B |
| ------------ | - | - | - | - | -- | -- | --- | - |
| Paraguay     | 3 | 2 | 1 | 0 | 9  | 2  | 7   | 7 |
| Katar        | 3 | 2 | 0 | 1 | 6  | 3  | 3   | 6 |
| Burkina Faso | 3 | 1 | 1 | 1 | 4  | 4  | 0   | 4 |
| Jamajka      | 3 | 0 | 0 | 3 | 0  | 10 | -10 | 0 |

| 12. listopadu 1999 18:00 |        |              |                                                                     |
| Jamajka                  | 0:1    | Burkina Faso | Carisbrook, Dunedin diváci: 5 173 rozhodčí: Kyros Vassaras (Greece) |
|                          | Report | Compaore 12' | Carisbrook, Dunedin diváci: 5 173 rozhodčí: Kyros Vassaras (Greece) |

| 12. listopadu 1999 20:15 |        |       |                                                                     |
| Paraguay                 | 2:0    | Katar | Carisbrook, Dunedin diváci: 5 173 rozhodčí: Mark Shield (Australia) |
| Fretes 37' Guzman 57'    | Report |       | Carisbrook, Dunedin diváci: 5 173 rozhodčí: Mark Shield (Australia) |

| 14. listopadu 1999 18:00 |        |                        |                                                                       |
| Burkina Faso             | 1:2    | Katar                  | Carisbrook, Dunedin diváci: 4 662 rozhodčí: Carlos Batres (Guatemala) |
| Kabore 57'               | Report | Rasoul 16' (pen.), 37' | Carisbrook, Dunedin diváci: 4 662 rozhodčí: Carlos Batres (Guatemala) |

| 14. listopadu 1999 20:15 |        |                                                                 |                                                                     |
| Jamajka                  | 0:5    | Paraguay                                                        | Carisbrook, Dunedin diváci: 4 662 rozhodčí: Taj Addin Fares (Syria) |
|                          | Report | Ferreira 11' da Silva 15', 80' (pen.) Cabrera 30' Figueredo 43' | Carisbrook, Dunedin diváci: 4 662 rozhodčí: Taj Addin Fares (Syria) |

| 17. listopadu 1999 18:00                    |        |         |                                                                       |
| Katar                                       | 4:0    | Jamajka | Carisbrook, Dunedin diváci: 2 180 rozhodčí: Costas Kapitanis (Cyprus) |
| Rasoul 52', 63' Abuhamda 69' Budawood 90+1' | Report |         | Carisbrook, Dunedin diváci: 2 180 rozhodčí: Costas Kapitanis (Cyprus) |

| 17. listopadu 1999 20:15 |        |                         |                                                                      |
| Burkina Faso             | 2:2    | Paraguay                | Carisbrook, Dunedin diváci: 2 180 rozhodčí: Wolfgang Stark (Germany) |
| Ouedraogo 50', 53'       | Report | Cabrera 4' Ferreira 45' | Carisbrook, Dunedin diváci: 2 180 rozhodčí: Wolfgang Stark (Germany) |

## Play off

### Čtvrtfinále
| 20. listopadu 1999 16:00           |        |                       |                                                                                   |
| USA                                | 3:2    | Mexiko                | North Harbour Stadium, Auckland diváci: 7 483 rozhodčí: Carlos Batres (Guatemala) |
| Beasley 38' Cila 43' Beckerman 48' | Report | Vallejeo 2' Yanez 70' | North Harbour Stadium, Auckland diváci: 7 483 rozhodčí: Carlos Batres (Guatemala) |

| 21. listopadu 1999 14:00 |        |       |                                                                          |
| Austrálie                | 1:0    | Katar | QE II Stadium, Christchurch diváci: 3 500 rozhodčí: Wolfgang Stark (GER) |
| Di Iorio 55'             | Report |       | QE II Stadium, Christchurch diváci: 3 500 rozhodčí: Wolfgang Stark (GER) |

| 20. listopadu 1999 16:00           |              |                     |                                                                         |
| Ghana                              | 3:2 (prodl.) | Uruguay             | McLean Park, Napier diváci: 5 600 rozhodčí: Edgar Rangel Perez (Mexico) |
| Addo 35', 107' Novegil 45+1' (vl.) | Report       | Olivera 9' Leal 65' | McLean Park, Napier diváci: 5 600 rozhodčí: Edgar Rangel Perez (Mexico) |

| 21. listopadu 1999 16:00 |        |                                 |                                                                     |
| Paraguay                 | 1:4    | Brazílie                        | Carisbrook, Dunedin diváci: 7 251 rozhodčí: Taj Addin Fares (Syria) |
| Da Silva 42'             | Report | Leonardo 26', 37', 56' Caca 90' | Carisbrook, Dunedin diváci: 7 251 rozhodčí: Taj Addin Fares (Syria) |

### Semifinále
| 24. listopadu 1999 16:00 |              |                        |                                                                            |
| USA                      | 2:2 (prodl.) | Austrálie              | QE II Stadium, Christchurch diváci: 5 000 rozhodčí: Byron Moreno (Ecuador) |
| Donovan 36' Onyewu 52'   | Report       | Byrnes 2' McDonald 35' | QE II Stadium, Christchurch diváci: 5 000 rozhodčí: Byron Moreno (Ecuador) |

|                                                           |     | Penaltový rozstřel                                                        |  |
| Donovan Beasley Convey Akwari Thompson Gregorio Yi Cutler | 6:7 | Byrnes Di Iorio Cansdell-Sherriff Srhoj North MacAllister Golding Kennedy |  |

| 24. listopadu 1999 19:30 |              |                               |                                                                                    |
| Ghana                    | 2:2 (prodl.) | Brazílie                      | North Harbour Stadium, Auckland diváci: 12 451 rozhodčí: Costas Kapitanis (Cyprus) |
| Lamptey 66' Addo 81'     | Report       | Leonardo 26' Tetteh 28' (vl.) | North Harbour Stadium, Auckland diváci: 12 451 rozhodčí: Costas Kapitanis (Cyprus) |

|                                  |     | Penaltový rozstřel                               |  |
| Essien Don-Bortey Obodai Nkrumah | 2:4 | Leonardo Marquinhos Eduardo Costa Walker Ricardo |  |

### O 3. místo
| 27. listopadu 1999 13:15 |        |                      |                                                                                  |
| USA                      | 0:2    | Ghana                | North Harbour Stadium, Auckland diváci: 15 675 rozhodčí: Taj Addin Fares (Syria) |
|                          | Report | Pimpong 35' Addo 84' | North Harbour Stadium, Auckland diváci: 15 675 rozhodčí: Taj Addin Fares (Syria) |

### Finále
| 27. listopadu 1999 16:00 UTC+12 |              |          |                                                                          |
| Austrálie                       | 0:0 (prodl.) | Brazílie | North Harbour, Auckland diváci: 22 859 rozhodčí: Kyros Vassaras (Greece) |
|                                 | Report       |          | North Harbour, Auckland diváci: 22 859 rozhodčí: Kyros Vassaras (Greece) |

|                                                                        |     | Penaltový rozstřel                                                              |  |
| Byrnes Di Iorio Srhoj Madaschi North MacAllister Goulding Kennedy Fyfe | 7:8 | Leonardo Marquinhos Eduardo Costa Walker Ricardo Leo Bruno Leite Souza Leonardo |  |